# Storgrund (Bergögaddarna, Malax)
Storgrund är en ö i Finland. Den ligger i den ekonomiska regionen  Vasa  och landskapet Österbotten, i den västra delen av landet, 400 km nordväst om huvudstaden Helsingfors. Arean är 0,14 kvadratkilometer.
Terrängen på Storgrund är mycket platt. Den sträcker sig 0,6 kilometer i nord-sydlig riktning, och 0,4 kilometer i öst-västlig riktning.